# Maiacetus
Maiacetus ('moeder walvis') is een geslacht van uitgestorven primitieve walvisachtigen uit de familie der Protocetidae. Dit geslacht kent maar een beschreven soort, namelijk Maiacetus inuus. De soort had een lengte van ongeveer 2,6 meter en woog naar schatting 280 tot 390 kilogram. De fossiele resten werden gevonden in de Pakistaanse provincie Beloetsjistan. Ze dateren uit het Midden-Eoceen (circa 47,5 miljoen jaar geleden) uit de Habib Rahiformatie van Pakistan.

## Paleobiologie
Het geslacht bevat als enige soort Maiacetus inuus, die voor het eerst werd beschreven in 2009 op basis van twee specimens, waaronder een specimen dat werd geïnterpreteerd als een zwanger vrouwtje en haar foetus. Dit is de eerste beschrijving van een foetaal skelet van een archaeocete. De positie van de foetus (hoofd eerst) suggereert dat het dier op het land is bevallen. Tegenwoordig bevallen walvissen meestal eerst met de staart, terwijl landzoogdieren eerst met het hoofd bevallen. Dat Maiacetus op het land moest bevallen is niet zo onwaarschijnlijk omdat deze walvis semiaquatisch of amfibisch was. Maiacetus vertegenwoordigt de overgang van landzoogdieren terug naar de oceanen, waar deze dieren op het grensvlak tussen land en zee leefden en voortdurend heen en weer gingen.
Hans Thewissen, ontdekker van Ambulocetus, heeft deze conclusies echter in twijfel getrokken door te veronderstellen dat het kleinere skelet een gedeeltelijk verteerde maaltijd zou kunnen zijn. Zelfs als het kleine skelet een foetus is, schrijft Thewissen dat het mogelijk niet in zijn normale in vivo positie bewaard is gebleven. De auteurs wezen er in het oorspronkelijke artikel echter op dat de foetale schedel geen tandafdrukken heeft.
De heupbotten waren sterk, wat suggereert dat Maiacetus in staat was om op het land te lopen; de korte poten en platte vingers zouden het lopen daarentegen moeilijk hebben gemaakt. Gezien de afgeplatte vinger- en teenbotten zijn wetenschappers tot de conclusie gekomen dat Maiacetus zwemvliezen had en waarschijnlijk amfibisch was. De tanden van de bewaard gebleven fossielen vertonen overeenkomsten met de tanden van Basilosaurus, een ander geslacht van prehistorische walvisachtigen. De snijtanden zijn kegelvormig, wat Maiacetus linkt aan de huidige tandwalvissen en andere uitgestorven walvisachtigen. De middenoorbotten lijken ook op die van Basilosaurus en moderne walvissen.
Deze soort is middelgroot met een skelet van 2,6 meter lang en een geschat gewicht van 280 tot 390 kilogram. Mannetjes zijn iets groter dan vrouwtjes; van de twee gevonden volwassen skeletten was het skelet dat als mannetje werd beschouwd ongeveer 12 procent groter dan het skelet dat als vrouwtje werd beschouwd.

## Tussenvorm tussen land- en marien leven
Het fossiel van Maiacetus laat zien dat tot zeker 47 miljoen jaar geleden walvisachtigen nog op land baarden, getuige het fossiel een zwangere Maiacetus met een foetus in aangezichtsligging. Mariene zoogdieren waren over het algemeen met de staart als eerst geboren.